# Meier Peak
Il Meier Peak (in lingua inglese: Picco Meier) è un picco antartico, alto 3.450 m, situato sul fianco sud del Ghiacciaio Ironside, 7 km a sud-sudovest del Monte Minto, nei Monti dell'Ammiragliato, in Antartide.
Il picco roccioso è stato mappato dall' United States Geological Survey (USGS) sulla base di rilevazioni e foto aeree scattate dalla U.S. Navy nel periodo 1960-63.
La denominazione è stata assegnata dall' Advisory Committee on Antarctic Names (US-ACAN) in onore del capitano di corvetta Miron D. Meier, della U.S. Navy Reserve, pilota di elicotteri con lo Squadron VX-6 durante l' Operazione Deep Freeze del 1967 e 1968.